# Filmfare Award за лучший дизайн костюмов
Filmfare Award за лучший дизайн костюмов (англ. Filmfare Award for Best Costume Design) — ежегодная награда Filmfare Award с 1995 года.

## Победители и номинанты

### 1990-е
- 1995  Маниш Малхотра — Весельчак

### 2000-е
- 2000 Не вручался

- 2001 Не вручался

- 2002 Не вручался

- 2003 Не вручался

- 2004 Не вручался

- 2005 Не вручался

- 2006 Не вручался

- 2007 Долли Ахлувалиа — Омкара
  - Аки Нарула — Дон. Главарь мафии
  - Анаита — Тайные намерения
  - Ловлин Бейнс и Арджун Басин — Цвет шафрана
  - М.П. Картик и Комал Шахани — Тонкие нити любви

- 2008 Суджата Шарма — Мой отец Ганди

- 2009 Маноши Нат, Руши Шарма — Везунчик Лаки

### 2010-е
- 2010 Вайшали Менон — Разлука

- 2011 Варша и Шилпа — Do Dooni Chaar

- 2012 Niharika Khan — Грязная картина

- 2013 Маноши Нат и Руши Шарма — Шанхай

- 2014 Долли Ахлувалиа — Беги, Милка, беги!

- 2015 Долли Ахлувалиа — Хайдер
  - Анаита — В поисках Фэнни
  - Паял Салуджа — Семь этапов любви
  - Руши Шарма и Маноши Нат — ПиКей
  - Руши Шарма и Маноши Нат — Королева

- 2016 Анджу Моди и Максима Басу — Баджирао и Мастани

- 2017 Паял Салуджа — Летящий Пенджаб

- 2018 Рохит Чатурведи — Самоубийца
  - Долли Ахлувалиа — Рангун
  - Нидхи и Дивия Гамбхир — Папочка